# Iskul-Hildenbrand-Haus
Das Iskul-Hildenbrand-Haus (ukrainisch Будинок Ікскюль-Гільденбанда) ist ein unter Denkmalschutz stehendes Gebäude in der ukrainischen Hauptstadt Kiew.
Seinen Namen erhielt die Villa in pseudogotischen Stil von seinen ehemaligen Besitzer, dem baltischen Baron Iskul-Hildenbrand.
Das Herrenhaus befindet sich in der Schowkowytschna-Straße (Шовковична вулиця) Nummer 19 gleich neben dem Schokoladenhaus.

## Geschichte

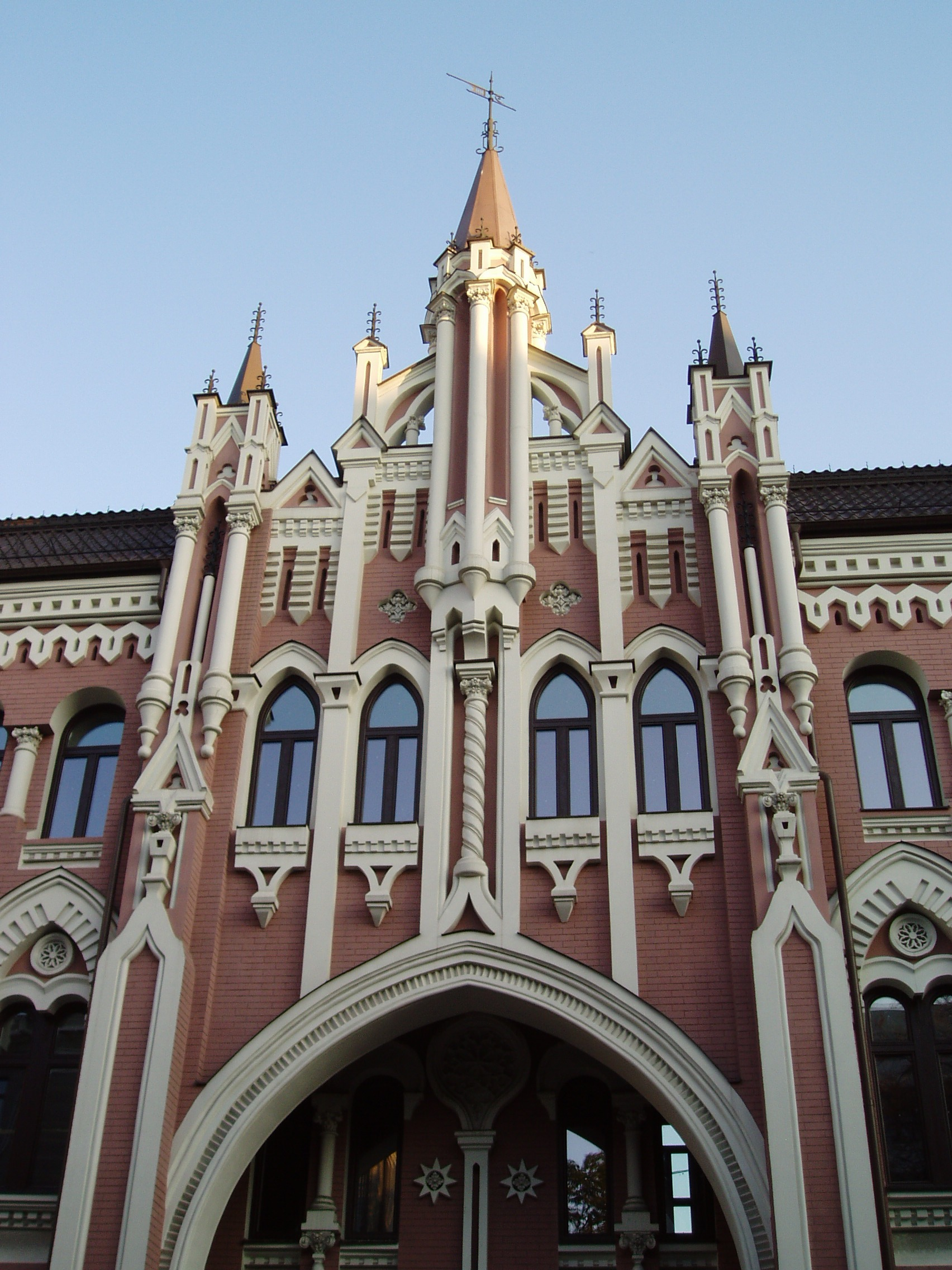
Eingangsbereich

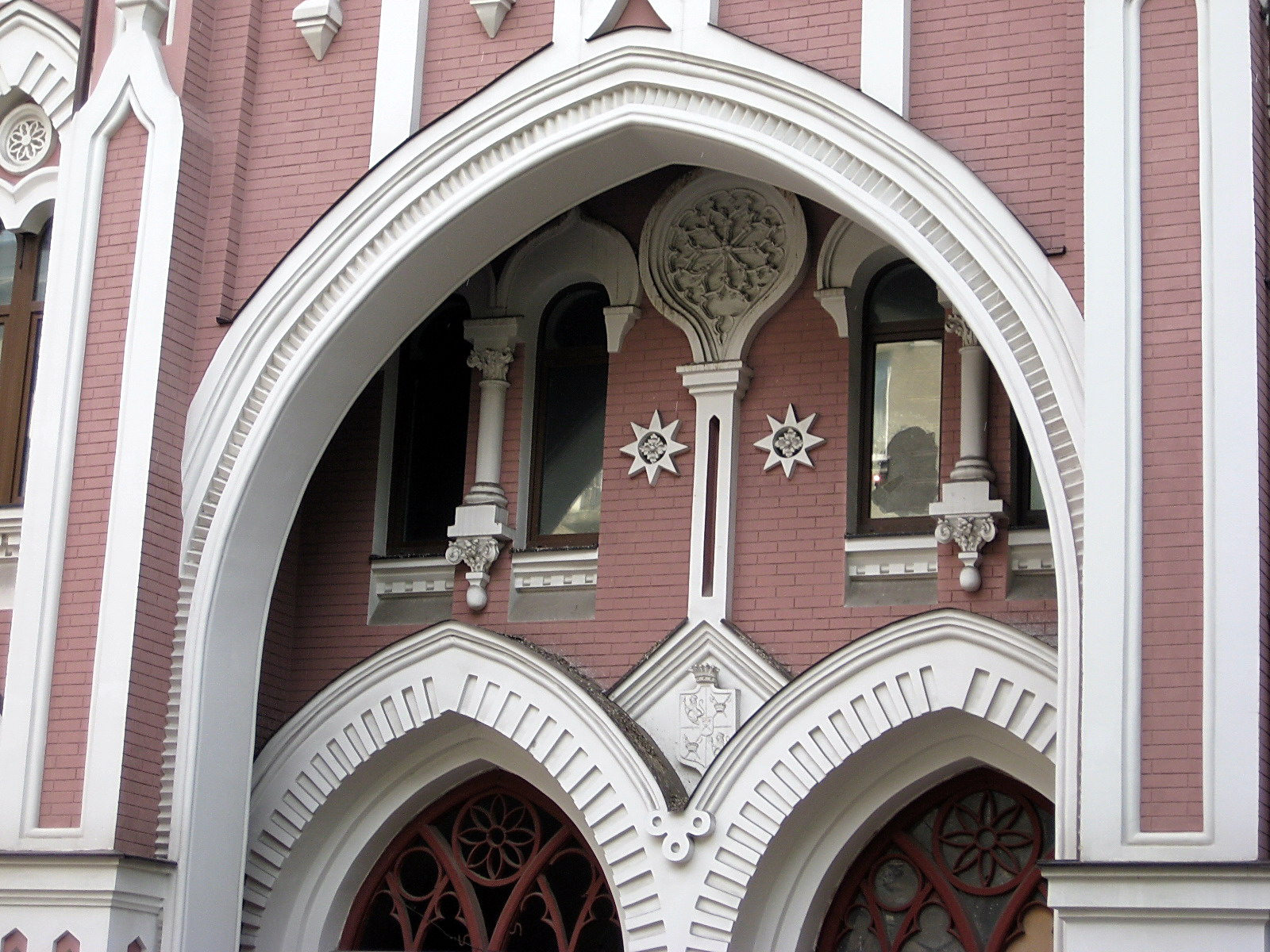
Estnisches Wappen über dem Eingang

Am im Jahr 1901 von dem Architekten Mykola Wyschnewskyj (Микола Вишневський/ rus. Nikolai Wischnewski) errichteten Haus verrät das an der Fassade prangende Wappen Estlands die Nationalität des Bauherren. Der Hof des Gebäudes beherbergte die Stallungen und das Kutschenhaus. Während er Sowjetzeit wurde das Gebäude verstaatlicht und zunächst für Gemeinschaftswohnungen und später als normales Wohnhaus genutzt. Unter anderem wohnte hier der ukrainische Dichter Mykola Baschan (Микола Платонович Бажан).